# Festuca saximontana
Festuca saximontana là một loài thực vật có hoa trong họ Hòa thảo. Loài này được Rydb. mô tả khoa học đầu tiên năm 1909.